# Código Internacional de Nomenclatura de Plantas Cultivadas
O Código Internacional de Nomenclatura de Plantas Cultivadas (mais conhecido pela sigla inglesa. ICNCP), também conhecido como Código de Plantas Cultivadas, é um guia para as regras e regulamentos para denominar cultígenos, plantas cuja origem ou seleção se deve principalmente à atividade humana intencional. Os cultivares sob a alçada do ICNCP incluem cultivares, grupos (grupos de cultivares) e grexes. Todos os organismos tradicionalmente considerados plantas (incluindo algas e fungos) estão incluídos. Táxon que recebe um nome sob o ICNCP também serão incluídos nos táxons nomeados no Código Internacional de Nomenclatura para Algas, Fungos e Plantas.